# Технеций-99
Техне́ций-99 — радиоактивный нуклид химического элемента технеция с атомным номером 43 и массовым числом 99.
Активность одного грамма этого нуклида составляет приблизительно 633,5 МБк.

## Образование и распад
Технеций-99 является дочерним продуктом β−-распада нуклида 99Mo (период полураспада составляет 65,94(1) часа):
{\displaystyle \mathrm {{}_{42}^{99}Mo} \rightarrow \mathrm {{}_{43}^{99}Tc} +e^{-}+{\bar {\nu }}_{e}}.
Технеций-99 также претерпевает бета-распад, в результате которого образуется стабильный изотоп рутения 99Ru:
{\displaystyle \mathrm {^{99}_{43}Tc} \rightarrow \mathrm {^{99}_{44}Ru} +e^{-}+{\bar {\nu }}_{e}}.
Наиболее вероятным является испускание бета-частиц с энергией 0,2935 МэВ (вероятность составляет 99,9984 %).
В России первый технеций-99 был получен в работах А.Ф. Кузиной. Исследованию свойств технеция посвящена Международная конференция ISTR 

## Технеций-99m
Известен единственный изомер 99mTc. Широко используется в качестве радиохимического препарата для медицинской диагностики, например, диагностики опухолей головного мозга, а также при исследовании центральной и периферической гемодинамики. Метод диагностики — наблюдение распространения и накопления в организме препаратов с этим изотопом с помощью гамма-камер.

## Получение
Технеций-99, как и другие изотопы технеция, выделяют из смеси продуктов деления урана-235, используя ионный обмен, осаждение и экстракцию. Выход нуклида 99Tc составляет около 6 %. Миллиграммовые количества технеция, в том числе 99mTc, получают длительной бомбардировкой молибдена высокой чистоты нейтронами.
В России существуют производства генераторов 99mTc для медицинских целей на базе НИИАР и НИФХИ.